# Kimcshihűtőgép

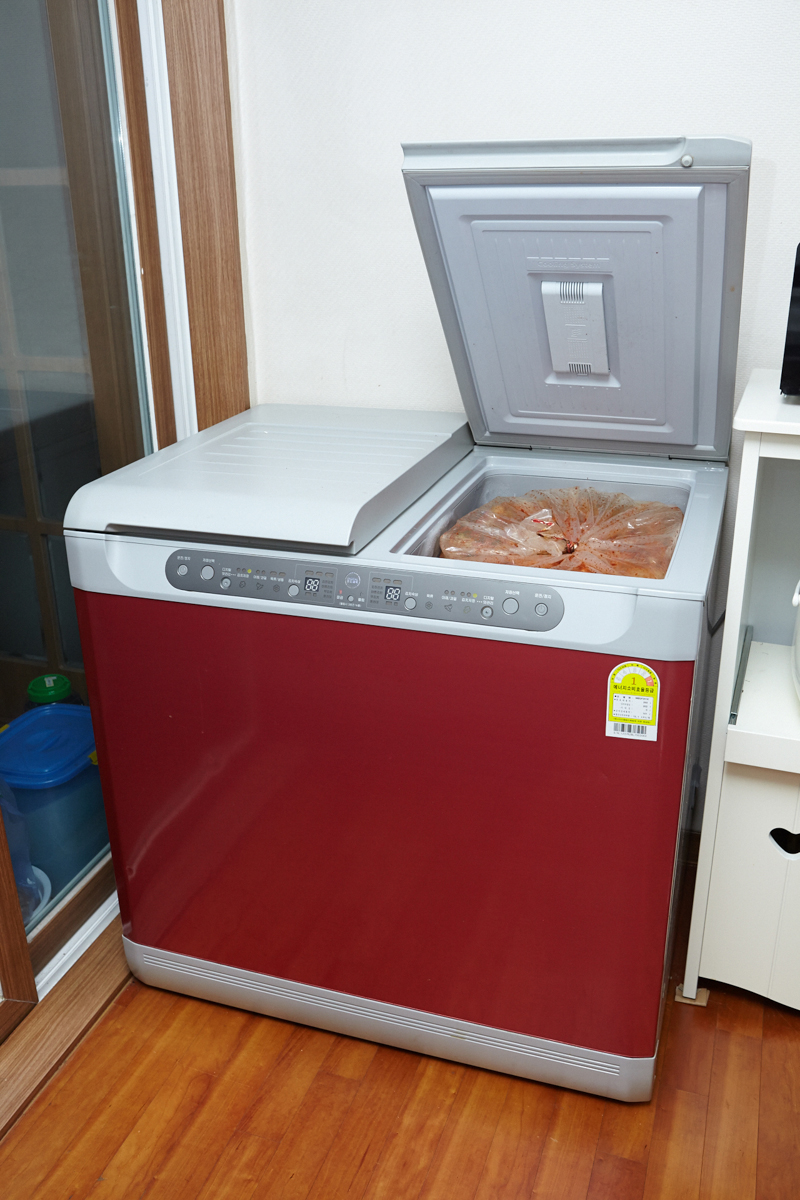
Kimcshihűtőgép

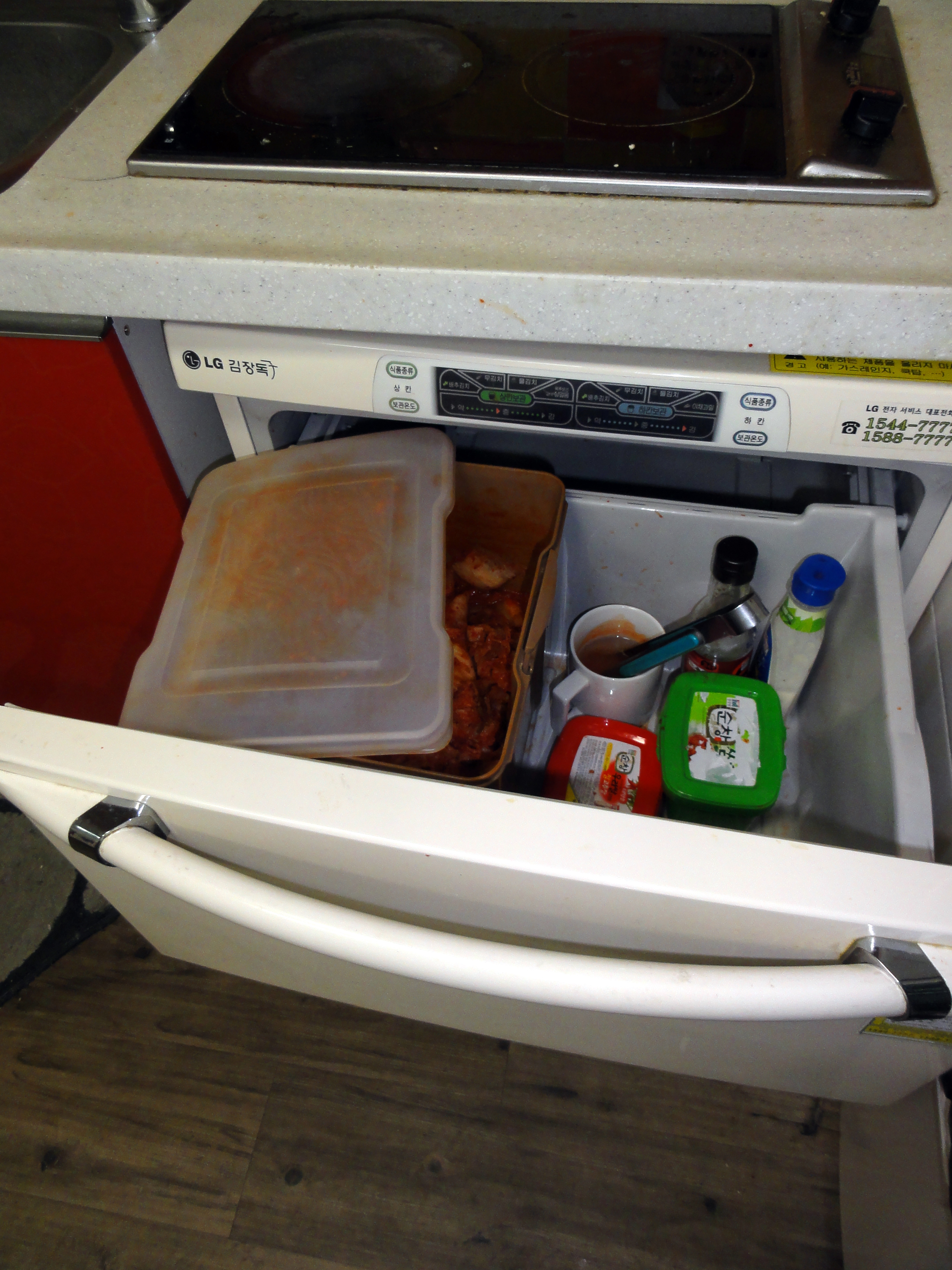
kimcshihűtő

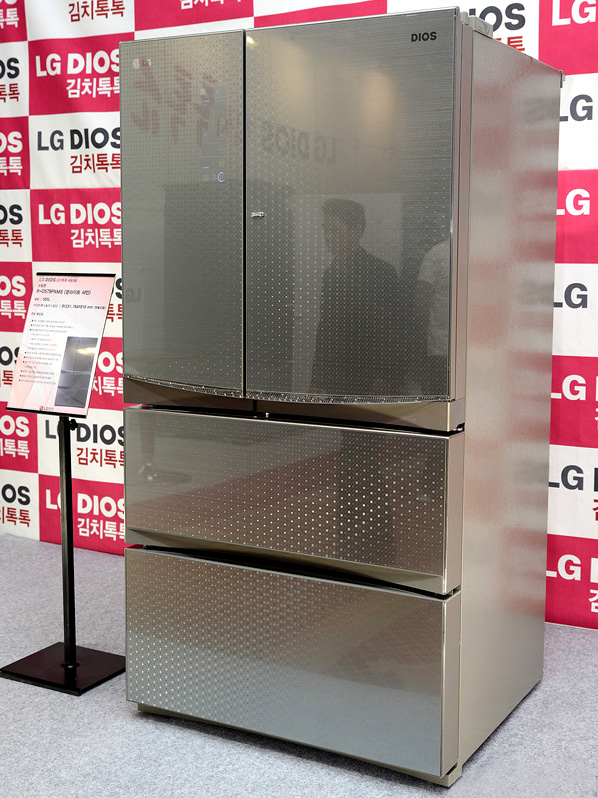
LG márkájú kimcshihűtő

A kimcshihűtőgép egy speciálisan kimcshi (erjesztéssel készült koreai étel) tárolására tervezett, kizárólag Dél-Koreában gyártott hűtőgép. Többek között a Samsung és az LG is gyárt ilyen készülékeket. Olyan hírességek népszerűsítik, mint Psy vagy I Szunggi.

## Jellegzetessége
A kimcshihűtő nem átlagos hűtőszekrény, kifejezetten arra tervezték, hogy a kimcshi számára legideálisabb körülményeket biztosítsa. A hagyományos hűtőkkel ellentétben a kimcshihűtő közvetlenül hűti a hűtőteret, állandó hőmérsékletet biztosítva a kimcshinek, az étel egyik tulajdonsága ugyanis, hogy rosszul reagál a hőmérséklet-ingadozásra, amitől megváltozik az állaga, az íze és az eltarthatósági ideje.
A kimcshihűtők képesek az erjesztés közben keletkezett kellemetlen szagok semlegesítésére is, illetve különféle erjesztési technológiát is ajánlanak, van olyan típus például, aminek különböző rekeszeiben különböző idő alatt érlelhető meg a kimcshi.

## Története
A kimcshit eredetileg egy onggi nevű, egyéb más étel tárolására is alkalmas agyagedényben tárolták, melyet télre földbe vájt lyukba helyeztek, így a kimcshi akár egy évig is megőrizte az aromáját és az állagát.
Az első, Dimchae (딤채) márkájú kimcshihűtőt 1995-ben a Winia Mando dobta piacra. Az első évben 5000 darabot adtak el belőle, 1999-ben már 530 000-et, a háziasszonyok gyakran egymást segítették ki pénzzel, hogy vehessenek egyet. A Winia Mando példáját más gyártók is követték.
2010-ben Dél-Koreában a háztartások 81,3%-a rendelkezett kimcshihűtővel, van ahol kettő-három is van belőle. A legolcsóbb hűtőket 500 000 vontól lehet beszerezni, a luxusverziók akár négymillió vonba is kerülhetnek (kb. 400–3000 €).

## Hatása
A kimcshihűtők népszerűségéből kiindulva a helyi gyártók más hűtőtípusokat is kifejlesztettek, például borhűtőt, rizshűtőt, hűtőgépet kozmetikai termékek számára. A kimcshihűtők elterjedése lehetővé tette, hogy az év bármely szakában lehessen kimcshit készíteni, ezzel stabilizálva az alapanyagok árát.